# Hořice (powiat Pelhřimov)
Hořice – gmina w Czechach, w powiecie Pelhřimov, w kraju Wysoczyna.
1 stycznia 2017 gminę zamieszkiwało 190 osób, a ich średni wiek wynosił 46,8 roku.